# Focus - Niente è come sembra
Focus - Niente è come sembra (Focus) è un film del 2015 scritto e diretto da Glenn Ficarra e John Requa, con protagonisti Will Smith e Margot Robbie.

## Trama
Un esperto truffatore, Nicky Spurgeon, cresciuto in una famiglia di truffatori, ha una propria "azienda" con cui progetta e mette in atto molteplici colpi.
A New Orleans Nicky conosce ad un tavolo in un night club una ragazza, Jess Barrett, che vuole imparare da lui il suo lavoro. Nicky si innamora di Jess, nasce così tra i due una relazione. Durante una partita di football tra i Chicago Rhinos e i Miami Threshers, mentre i due scommettono su pochezze, incontrano Liyuan Tse con il quale Nicky inizia ad alzare la posta, perdendo sempre, ma rifacendosi solo con l'ultima scommessa da 2 milioni di dollari grazie alla messa in scena preorganizzata. Dopo la scommessa Nicky abbandona Jess lasciandole la sua parte di 80.000 dollari.
Tre anni dopo, ad una gara di IndyCar Series a Buenos Aires, Nicky sta preparando un grande colpo, assieme al milionario Rafael Garriga e Owens il capo della sua sicurezza, per truffare l'avversario australiano McEwen; il piano consiste nel vendere a quest'ultimo come se Nicky fosse un ingegnere un "pacchetto falso". Lì però ritrova Jess, divenuta ormai una femme fatale, e se ne re-innamora e perde la testa per lei, rischiando di mandare all'aria la truffa. In realtà, oltre a truffare McEwen, Nicky vende il "vero pacchetto" a tutte le squadre che partecipano al campionato automobilistico.
Mentre Jess e Nicky tornano negli USA, gli uomini di Garriga li rapiscono. Durante il loro interrogatorio, Nicky viene colpito da un proiettile al petto sparato da Owens e Garriga, inorridito dal gesto, si dà alla fuga. Ma lo stesso Owens si rivela essere il padre di Nicky, Bucky, che riesce a salvarlo ma prendendogli i soldi. Jess e Nicky quindi rimangono senza soldi, ma con l'orologio di Garriga.

## Produzione
Il budget del film è stato di 50,1 milioni di dollari.
Le riprese sono iniziate il 12 settembre 2013 a New Orleans, in Louisiana, e sono proseguite a Buenos Aires (Argentina) per altre tre settimane fino al 10 dicembre. Le riprese sono terminate il 17 dicembre a New York.

### Cast
Per i ruoli dei due protagonisti erano stati scelti dai registi Emma Stone e Ryan Gosling, che però non si interessarono al progetto. Successivamente la coppia scelta era formata da Kristen Stewart e Ben Affleck.
Per il ruolo di Jess Barrett, andato inizialmente a Kristen Stewart che però abbandonò il progetto dopo l'arrivo di Will Smith a causa della troppa differenza di età tra i due, sono state contattate le attrici Michelle Williams, Jessica Biel, Rose Byrne e Olivia Munn per il ruolo, che è poi andato a Margot Robbie.
Dopo Gosling, sono stati contattati per il ruolo di Nicky gli attori Brad Pitt e Ben Affleck, che si chiamarono fuori per altri impegni concomitanti alle riprese del film. Alla fine è stato scelto Will Smith per la parte.

## Distribuzione
Il primo trailer del film viene diffuso il 9 ottobre 2014 dalla Warner Bros..
La pellicola è stata distribuita nelle sale cinematografiche statunitensi a partire dal 27 febbraio 2015 ed in quelle italiane dal 5 marzo.

### Divieto
Il film è stato vietato, negli USA, ai minori di 17 anni non accompagnati per la presenza di linguaggio scurrile, leggera violenza e contenuto sessuale.

## Accoglienza

### Incassi
Focus - Niente è come sembra ha incassato 53,8 milioni di dollari nel Nord America e 105,2 nel resto del mondo, per un totale di 159 milioni di dollari.

### Critica
Sull'aggregatore Rotten Tomatoes il film riceve il 56% delle recensioni professionali positive con un voto medio di 5,79 su 10, basato su 219 critiche, mentre su Metacritic ottiene un punteggio di 56 su 100 basato su 42 critiche.

## Riconoscimenti
- 2016 - MTV Movie Awards[18]
  - Candidatura per il miglior bacio tra Margot Robbie e Will Smith